# ПВ-17
ПВ-17 (Пистолет Васильева) — белорусский пистолет калибра 9х19 мм. Разработан компанией «Белспецвнештехника». Его особенность в нестандартной схеме запирания, благодаря которой у пистолета снижается отдача.
Впервые пистолет продемонстрирован в январе 2018 года на выставке Государственного военно-промышленного комитета MILEX-2018. Оружие предназначалось для сотрудников различных силовых структур и ведомств. По мере разработки характеристики ПВ-17 менялись, пистолет получил модульную конструкцию. Многие детали изготавливались из полимеров, что привело к существенному снижению веса оружия. Пистолет обеспечивает прицельную дальность стрельбы до 50 метров, магазин рассчитан на 16 (17) патронов. Общая длина оружия всего 220 мм, а ширина – 30 мм.
В ноябре 2020 года завершились полевые испытания стрелкового оружия и боеприпасов. В течение нескольких недель на базе 19-й отдельной механизированной бригады Северо-Западного оперативно командования по специальной методике проверялись автоматы VSK-100, VSK-100BP (буллпап), патроны калибра 7,62х39, 9х19, а также пистолет ПВ-17. Для ПВ-17 были введены дополнительные задачи со стрельбой на 50 и 100 метров (такие дальности – не характерны для пистолетов). Испытание показало высокую эффективность и точность оружия. В частности, на 50 метров десять из 10 пуль поразили мишень, на 100 метрах из десяти выпущенных пуль попали в цель восемь.